# 亞維瑞
在托爾金（J. R. R. Tolkien）的作品裡，亞維瑞族（Avari）是精靈（Elves）的一個分支。
歐羅米（Oromë）發現精靈在庫維因恩（Cuiviénen）甦醒，歐羅米召集精靈隨他到維林諾（Valinor）。所有凡雅族（Vanyar）精靈、大部分諾多族（Noldor）及约半数的帖勒瑞族（Teleri）精靈跟隨歐羅米進行大遠行（Great Journey），部分諾多族及帖勒瑞族精靈對西方君王抱有懷疑，他們拒絕離開庫維因恩，並逐漸散佈整個中土大陸。在昆雅語裡，他們就是亞維瑞族，意思是「不願意的」，因為他們拒絕接受召喚。
亞維瑞族從未踏足維林諾，他們在中土大陸成為森林居民。很少人知道他們的一切，他們沒有出現在傳說裡，有文獻指他們大約在貝爾蘭（Beleriand）南部，部分亞維瑞族精靈沒入伊利雅德及安都因河（Anduin）河谷的南多族（Nandor）及辛達族（Sindar），他們即是西爾凡精靈（Silvan Elves）。亞維瑞族被推測是第一個和人類接觸的民族。亞維瑞族精靈教導人類基本的文化和技術，雖然亞維瑞族的技藝不及其他精靈種族，但也遠勝原始人類。
在《中土世界的歷史》，伊奧（Eöl）亦是亞維瑞族精靈。他最為人知的是引誘雅瑞希爾作為他的妻子，並有多名矮人傭人。
在《珠寶之戰》裡，敍述了六支亞維瑞族的名稱：Kindi，Cuind，Hwenti，Windan，Kinn-lai，Penni。這是托爾金作品裡唯一有關亞維瑞族的敍述。多温尼安（Dorwinion）可能是亞維瑞族的領地。

## 其他著作
在較舊版本的托爾金著作，Avari原本是指後來的精靈，意思是「那些離開的」。

## 亞維瑞族的命運
在著作裡，托爾金並沒有提及亞維瑞族的命運。亞維瑞族精靈拒絕接受前往阿門洲的邀請，一直留在中土大陸。中土大陸的人類和時間最終會把亞維瑞族精靈的肉身耗盡(精靈的生命不會完結)，成為類似靈魂的形態，但不像戒靈（Ringwraiths），人類是看不見這些亞維瑞族精靈靈魂的，最終成為人類中的傳說故事。

## 外部連結
- Avarin languages at Ardalambion （页面存档备份，存于）